# Stacey Kent
Stacey Kent, född 27 mars 1968 i South Orange, New Jersey, är en amerikansk jazzsångerska.
Kent studerade vid Newark Academy i Livingston, New Jersey. Efter sin examen från Sarah Lawrence College i New York flyttade hon till England. Under studietiden vid Guildhall School of Music and Drama i London träffade hon tenorsaxofonisten Jim Tomlinson som hon gifte sig med 1991.
Under tidigt 1990-tal inledde Kent sin professionella karriär genom att regelbundet sjunga på det populära Café Boheme i Londons Soho. Efter några år började hon sjunga på Ronnie Scotts nattklubb i London.
Stacey Kents debutalbum Close Your Eyes kom 1997. Hon har sedan gett ut åtskilliga album under eget namn och har också medverkat på Jim Tomlinsons album, senast The Lyric (2005). Författaren Kazuo Ishiguro har bidragit med sångtexter till albumen Breakfast on the Morning Tram och The Changing Lights.
Kent medverkade i Richard Loncraines filmversion av Richard III (1995) och sjöng en jazzversion av Christopher Marlowes dikt The Passionate Shepherd to His Love.
2009 mottog Kent Ordre des Arts et des Lettres av den franska kulturministern Christine Albanel. Kents album Raconte-moi från 2010 är helt på franska.

## Diskografi
- 1997 – Close Your Eyes (Candid)
- 1998 – The Tender Trap (Candid)

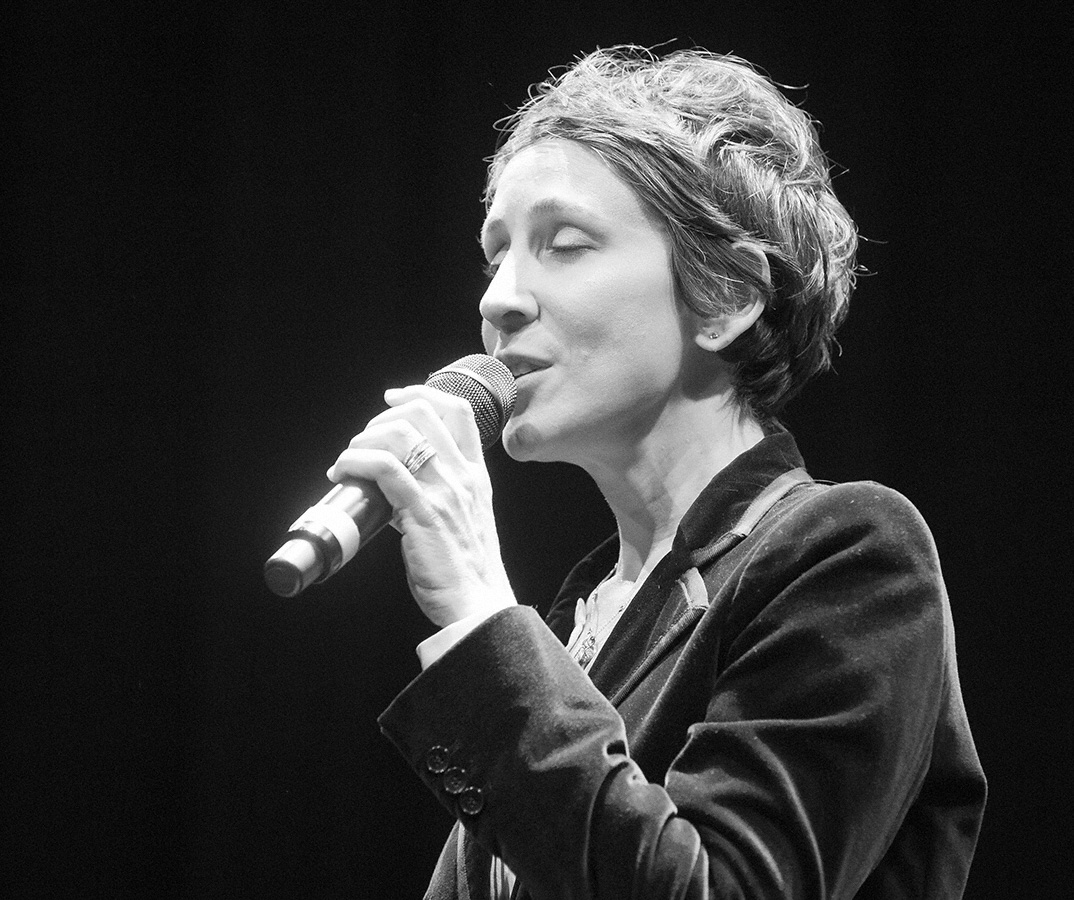
Stacey Kent i Oslo 2016

- 2000 – Let Yourself Go: Celebrating Fred Astaire (Candid)
- 2001 – Dreamsville (Candid)
- 2001 – Brazilian Sketches (Candid)
- 2002 – In Love Again: The Music of Richard Rodgers (Candid)
- 2003 – The Boy Next Door (Camco)
- 2005 – The Lyric (O+ Music)
- 2007 – Breakfast on the Morning Tram (Blue Note/EMI)
- 2010 – Raconte-moi (Blue Note/EMI)
- 2010 – A Fine Romance (Candid)
- 2011 – Dreamer in Concert (Blue Note/EMI)
- 2013 – The Changing Lights (Parlophone Music/Warner)
- 2015 – Tenderly (Sony)
- 2017 – I Know I Dream: The Orchestral Sessions (Sony)
- 2021 – Songs from Other Places (Exceleration/Token)
- 2023 – Summer Me, Winter Me (Naïve/Token)